# Trichoniscus bogovinae
Trichoniscus bogovinae là một loài chân đều trong họ Trichoniscidae. Loài này được Pljakic miêu tả khoa học năm 1971.